# Замок Каламата
Замок Каламата  — замок, розташований в місті Каламата, Мессінія, півострів Пелопоннес, Греція.  

## Історія
Замок розташований на пагорбі на північному заході міста, біля його підніжжя тече річка Недонтас. У давнину на пагорбі був збудований акрополь стародавнього міста Фарай, де розташовувався королівський палац. У VI столітті на давніх руїнах була побудована християнська церква, присвячена Діві Марії, з відомою іконою, яка називалась "Каломата" ("прекрасні очі"), а потім візантійці знову збудували укріплення на цьому місці.
Під час латинократії замок був відбудований Віллардуенами та доповнений новими укріпленнями. Жоффруа I де Віллардуен зробив його своєю резиденцією та резиденцією баронства Каламати.  Родина Віллардуенів володіла замком до 1325 року, коли він був завойований візантійцями. В 1459 році замок перейшов до османів, проте вже в 1464 його захопили венеційці, які володіли ним до 1540 року, коли османи повернули над замком контроль. Венеційці змогли повторно заволодіти замком в 1685 за Франческо Морозіні, змусивши османів підірвати укріплення та використовували його до 1715 року. Вони також додавали нові укріплення та ремонтували існуючі.
У XIX столітті замок занепав, а місто навпаки розширювалось за його межами. В 1821 році він був захоплений греками під час Грецької революції. Замок зазнав значних руйнувань під час облоги, яку у 1825 році  здійснював Ібрагім-паша. 
Сьогодні простір замку використовується для проведення культурних заходів: вистав, концертів тощо, які проводяться в південній його частині на території невеликого театру, збудованого в 1950 році.

## Архітектура
Верхня частина замку охоплює вершину пагорбу, де розташована цитадель. Там також розташовані руїни цистерни для води. Ця частина замку вважається небезпечною для відвідування після землетрусу 1986 року.  По периметру пагорба йде ширше укріплення, яке складється з вертикального фортечного муру та повторює рельєф місцевості. Оборонні вали не збереглися. Каміння з укріплень широко використовувалось місцевими жителями як будівельні матеріали для будівництва помешкань та шкіл. В замку відбувалися роботи щодо його оновлення, також здійснено підсвічення його стін для акцентування на характерних рисах укріплень.